# Peter Pagh
Peter Pagh (født 21. marts 1953) er en dansk jurist og professor, dr.jur. ved JUR Center for Offentlig Regulering og Administration under Københavns Universitet. Peter Pagh har som professor markeret sig i den offentlige debat om særlig miljøretlige emner.

## Eksterne links
- Præsentation på KU's hjemmeside